# Супермаркет
Супермаркет је врста продавнице у којој је купцима на располагању велики број брендова хране, пића, кућних производа и других артикала, сортираних по намени у одељке (одељења) и постављених на полице..
Супермаркети комбиновани са робном кућом се зову хипермаркети. Налазе се обично у оквиру трговинских ланаца продавница. У Србији најпопуларнији супермаркети су Лидл, Рода, Дис, Идеа, Макси и други.

## Изглед
У скоро сваком супермаркету постоје одељења за воће, поврће, кондиторске производе (слаткиши, кекс, чоколаде), пића (вода, сок, газирана пића), смрзнуте производе (павлака, млеко, кисело млеко) и технику (телевизори, рачунари, мањи кућни апарати). Неки супермаркети продају и одећу, алкохол, спортску опрему, друштвене игре и др. У њима се налазе и дугачки фрижидери са сухомеснатим производима на којим ради један или више радника.
Супермаркети ради ефикасности морају да имају већи број каса за плаћање. Све више се у супермаркетима успоставља пракса увођења тзв. брзих каса на којима купци са мањим бројем артикала могу брже да заврше куповину без чекања осталих који имају много више артикала од њих. Граница за брзе касе се углавном успоставља на 5 или 10 артикала. Постоје и супермаркети са самоуслужним касама.

## Историја
Историјски гледано, најранији трговци на мало били су трговци који су продавали своју робу на улицама, али до 1920-их, малопродајна продаја хране у Сједињеним Државама углавном се преселила у мале продавнице прехрамбених производа на углу. У то доба, стандардни пословни модел малопродаје прехрамбених производа био је да службеник узима производе са полица иза трговачке тезге док су купци чекали испред тезге, указујући на артикле које желе. Већина хране и робе није долазила у појединачно упакованим паковањима потрошачке величине, тако да је трговац морао да одмери и умота тачну количину коју је купац желео. Трговци нису објављивали цене, што је приморало купце да се ценкају и погађају са продавцима како би постигли поштене цене за своје куповине. Овај пословни модел је већ неколико векова био успостављен у Европи. Нудио је широке могућности за друштвену интеракцију: многи су овај стил куповине сматрали „друштвеном пригодом“ и често би „застајали за разговарају са особљем или другим купцима“.
Ове праксе су по природи биле споре, имале су висок интензитет рада и биле су прилично скупе. Број муштерија којима се у једном тренутку могао услужити био је ограничен бројем запослених у радњи. Куповина намирница често је укључивала и одласке у више специјализованих продавница, као што су пиљарница, месара, пекара, рибарница и продавница суве робе, поред продавнице опште производње. Млеко и друге артикле кратког рока трајања достављала је млекара.
Концепт јефтиног тржишта хране који се ослања на економију обима развио је Винцент Астор. Он је основао Астор Маркет 1915. године, уложивши 750.000 долара свог богатства у радњу величине 165′ са 125′ (50×38 метара) на углу 95. улице и Бродвеја на Менхетну, стварајући, заправо, мини-тржни центар на отвореном који је продавао месо, воће, производе и цвеће. Очекивало се да ће купци доћи са велике удаљености („миљама около“), али на крају, чак и привлачење људи са десет блокова удаљености било је тешко, те је продавница затворена 1917. године.
Велика Атлантик & Пацифик Ти компанија (A&P), која је основана 1859. године, била је рани ланац продавница прехрамбених производа у Канади и Сједињеним Државама. Он је постао уобичајена појава у градовима Северне Америке током 1920-их. Рани ланци попут A&P-а нису продавали свеже месо или воће и поврће. Током 1920-их, да би смањили потешкоће око посета више продавница, ланци продавница прехрамбених производа у САД као што је A&P увели су комбиноване продавнице. Ово су биле продавнице прехрамбених производа која је комбиновале неколико одељења под једним кровом, али се генерално одржавао традиционални систем продаваца који су узимали производе са полица на захтев. До 1929. само једна у три продавнице прехрамбених производа у САД била је комбинована продавница.
Концепт самоуслужне продавнице прехрамбених производа претходио је супермаркету; развио га је предузетник Кларенс Сандерс у својим продавницама Пигли Вигли, од којих је прва отворена 1916. године. Сандерс је добио неколико патената за идеје које је уградио у своје продавнице. Продавнице су биле финансијски успешне и Сандерс је почео да нуди франшизе.
Општи тренд од тада је да се полице попуњавају ноћу како би купци следећег дана могли да набаве сопствену робу и донесу је у предњи део продавнице да плате за њу. Иако постоји већи ризик од крађе у радњи, у идеалном случају трошкови одговарајућих безбедносних мера ће бити надмашени смањеним трошковима рада.
Историјски гледано, постојала је дебата о пореклу супермаркета, при чему су Кинг Кулен и Ралфс из Калифорније имали јака потраживања. Остали кандидати су били Вајнгартенс и Хенке & Пилот. Да би окончали дебату, Институт за маркетинг хране у сарадњи са Смитсонијан институцијом и уз финансирање Х.Џ. Хајнза, истражио је ово питање. Дефинисали су атрибуте супермаркета као „самоуслужна, одвојена одељења производа, дисконтне цене, маркетинг и обимну продају“.
Они су утврдили да је први прави супермаркет у Сједињеним Државама отворио бивши радник Крогера, Мајкл Џеј Кален, 4. августа 1930. године, у некадашњој гаражи од 6.000 sq ft (560 m2) у Јамајци, у Квинсу у Њујорку. Продавница, Кинг Кулен, радила је по логици „наслагати високо и продати јефтино“. Кулен је описао своју радњу као „највећег светског рушитеља цена“. У време Каленове смрти 1936. године, радило је седамнаест продавница Кинг Кулена. Иако је Сандерс донео свету самопослуживање, униформисан продавце и маркетинг широм земље, Кален је надоградио на овој идеји додавањем одвојених одељења за храну, продајом великих количина хране по сниженим ценама и додавањем паркинга.
Ране супермаркете попут Кинг Калена су стручњаци из индустрије у то време називали „јефтиним тржиштима“; ово је убрзо замењено фразом „супер маркет“. Композитна фраза је тада контрахована да би постала савремени термин „супермаркет“.
Други успостављени амерички ланци прехрамбених производа 1930-их, као што су Крогер и Сејфвеј, испрва су се одупирали Каленовој идеји, али су на крају били приморани да изграде сопствене супермаркете пошто је економија тонула у Велику депресију. Амерички потрошачи постали су изузетно осетљиви на цене на нивоу који никада раније нису искусили. Крогер је ову идеју померио корак даље и био је пионир првог супермаркета окруженог са све четири стране паркингом.] Када су се велики ланци придружили тренду супермаркета, нови малопродајни формат захватио је нацију попут пожара. Број америчких супермаркета се скоро утростручио са 1.200 у 32 државе 1936. године, на преко 3.000 у 47 држава 1937. године. Један од знакова успеха формата супермаркета у смањењу трошкова рада, режијских трошкова и цена хране био је то што је проценат расположивог прихода који су амерички потрошачи потрошили на храну пао „са 21 одсто 1930. на 16 одсто 1940. године“.